# Wij zijn altijd
Wij zijn altijd is een lied van de Nederlandse rapper Ronnie Flex. Het werd in 2015 als single uitgebracht.

## Achtergrond
Wij zijn altijd is geschreven door Boaz de Jong, David van Akkeren, Eelco van Proosdij en Ronell Plasschaert en geproduceerd door Boaz van de Beatz en Ronnie Flex. Het is een nummer uit het genre nederhop. In het lied rapt en zingt de artiest over een intieme avond met een meisje.

## Hitnoteringen
De artiest had succes met het lied in de hitlijsten van Nederland. Het piekte op de achttiende plaats van de Nederlandse Single Top 100 en stond twaalf weken in deze hitlijst. In de Nederlandse Top 40 kwam het tot de dertigste positie. Het was drie weken in de Top 40 te vinden. 